# No Need to Argue
No Need to Argue – drugi album irlandzkiego zespołu rockowego The Cranberries. Album zajął 2. miejsce na brytyjskiej liście sprzedaży UK Albums Chart. W Polsce uzyskał status platynowej płyty.
Na albumie znalazł się singel „Zombie”, który powstał po atakach bombowych w Warrington w lutym i marcu 1993 roku. Nastrój albumu jest mroczniejszy i ostrzejszy niż na poprzednim albumie wydanym rok wcześniej.
W roku 2002 ukazało się jego drugie wydanie, pod tytułem No Need to Argue (The Complete Sessions 1994–1995). Pojawiły się tu dodatkowe utwory, które wcześniej można było znaleźć na stronach B singli z albumu.

## Lista utworów
1. „Ode to My Family” – 4:31
2. „I Can't Be With You” – 3:07
3. „Twenty One” – 3:07
4. „Zombie” – 5:06
5. „Empty” – 3:26
6. „Everything I Said” – 3:52
7. „The Icicle Melts” – 2:54
8. „Disappointment” – 4:14
9. „Ridiculous Thoughts” – 4:31
10. „Dreaming My Dreams” – 3:37
11. „Yeat’s Grave” – 2:59
12. „Daffodil Lament” – 6:14
13. „No Need to Argue” – 2:57

W 2002 roku pojawiło się drugie wydanie albumu, na którym znalazły się dodatkowe utwory
1. „Away” – 2:38
2. „I Don’t Need” – 3:32
3. „(They Long To Be) Close To You – 2:41
4. „So Cold In Ireland – 4:45
5. „Zombie (Camel's Hump Remix) – 7:52

## Twórcy
- Dolores O’Riordan – śpiew, gitara elektryczna i akustyczna, instrumenty klawiszowe
- Noel Hogan – gitara elektryczna i akustyczna
- Mike Hogan – gitara basowa
- Fergal Lawler – perkusja, instrumenty perkusyjne